# Hendrik van Gent
| Odkryte planetoidy: 39  | Odkryte planetoidy: 39 |
| ----------------------- | ---------------------- |
| (1132) Hollandia        | 13 września 1929       |
| (1133) Lugduna          | 13 września 1929       |
| (1165) Imprinetta       | 24 kwietnia 1930       |
| (1225) Ariane           | 23 kwietnia 1930       |
| (1226) Golia            | 22 kwietnia 1930       |
| (1267) Geertruida       | 23 kwietnia 1930       |
| (1336) Zeelandia        | 9 września 1934        |
| (1337) Gerarda          | 9 września 1934        |
| (1342) Brabantia        | 13 lutego 1935         |
| (1353) Maartje          | 13 lutego 1935         |
| (1383) Limburgia        | 9 września 1934        |
| (1384) Kniertje         | 9 września 1934        |
| (1385) Gelria           | 24 maja 1935           |
| (1389) Onnie            | 28 września 1935       |
| (1666) van Gent         | 22 lipca 1930          |
| (1667) Pels             | 16 września 1930       |
| (1670) Minnaert         | 9 września 1934        |
| (1686) De Sitter        | 28 września 1935       |
| (1689) Floris-Jan       | 16 września 1930       |
| (1693) Hertzsprung      | 5 maja 1935            |
| (1694) Kaiser           | 29 września 1934       |
| (1738) Oosterhoff       | 16 września 1930       |
| (1752) van Herk         | 22 lipca 1930          |
| (1753) Mieke            | 10 maja 1934           |
| (1879) Broederstroom    | 16 października 1935   |
| (1914) Hartbeespoortdam | 28 września 1930       |
| (1925) Franklin-Adams   | 9 września 1934        |
| (1945) Wesselink        | 22 lipca 1930          |
| (1946) Walraven         | 8 sierpnia 1931        |
| (1986) Plaut            | 28 września 1935       |
| (2019) van Albada       | 28 września 1935       |
| (2203) van Rhijn        | 28 września 1935       |
| (2378) Pannekoek        | 13 lutego 1935         |
| (2801) Huygens          | 28 września 1935       |
| (2831) Stevin           | 17 września 1930       |
| (2945) Zanstra          | 28 września 1935       |
| (4296) van Woerkom      | 28 września 1935       |
| (4359) Berlage          | 28 września 1935       |
| (4511) Rembrandt        | 28 września 1935       |

Hendrik van Gent (ur. 1900, zm. 29 marca 1947) – astronom holenderski. W 1928 przeprowadził się do Południowej Afryki, by prowadzić obserwacje południowej części nieba z Union Observatory w Johannesburgu. Jest odkrywcą 39 planetoid. Odkrył trzy komety jednopojawieniowe: C/1941 K1 (van Gent), C/1943 W1 (van Gent-Peltier-Daimaca) oraz C/1944 K2 (van Gent). Prowadził także obserwacje gwiazd. Zmarł na atak serca w Amsterdamie, gdy odwiedzał ojczystą Holandię. Jego imieniem nazwano krater księżycowy Van Gent, położony na niewidocznej z Ziemi stronie Księżyca, oraz planetoidę (1666) van Gent.